# 윤단우
윤단우(10월 16일~)는 대한민국의 무용 칼럼니스트이다. 여러 권의 책을 쓴 저술가이기도 하다. 이화여자대학교에서는 영문학을, 대학원에서는 언론학을 전공했다.

## 학력
- 이화여자대학교 영어영문학과 (졸업)
- 대학원 언론학과 (졸업)

## 저서

### 단독 저서
- 《세상을 내 편으로 만든 사람, 안철수》. 더공감. 2012년. ISBN 9788996682721
- 《사랑을 읽다》. 생각의날개. 2014년. ISBN 9791185428017
- 《열아홉번의 사랑》. 로제타. 2015년. ISBN 9788997095438
- 《꽃이 아니다, 우리는 목소리다》. 로제타. 2017년. ISBN 9788997095452
- 《기울어진 무대 위 여성들》. 허사이트. 2021년. ISBN 9788997095513
- 《여성, 신체, 공간, 폭력》. 허사이트. 2021년. ISBN 9788997095520

### 공저
- 《결혼파업, 30대 여자들이 결혼하지 않는 이유》. 모요사. 2010년. ISBN 9788996253747

## 같이 보기
- 최태지
- 강수진